# Paul Torday
Paul Torday (ur. 1 sierpnia 1946, zm. 18 grudnia 2013) – brytyjski pisarz, biznesmen specjalizujący się w inżynierii morskiej.
Debiutował w wieku 60 lat humorystyczną powieścią "Połów łososia w Jemenie" (2007), która w samej Wielkiej Brytanii sprzedała  się w nakładzie przekraczającym pół miliona egzemplarzy. Książka została w 2011 r. zekranizowana przez Lasse Hallströma pod tytułem Połów szczęścia w Jemenie. W ostatnich latach życia chorował na raka, mimo to systematycznie publikował co roku przynajmniej jedną książkę. Zmarł 18 grudnia 2013 r.